# Michel Audiard
Michel Audiard (Parijs, 15 mei 1920 – Dourdan 28 juli 1985) was een Frans filmdialoogschrijver, scenarist, filmregisseur en romanschrijver.

## Debuut als scenario- en romanschrijver
Michel Audiard begon zijn loopbaan in de filmwereld nadat André Hunebelle hem vroeg het scenario en de dialogen voor zijn avonturenfilm Mission à Tanger (1949) te schrijven. Ongeveer tegelijkertijd debuteerde hij als schrijver. Zijn eerste roman Priez pour elles (1950) verscheen bij Fleuve noir, een dan nieuwe uitgeverij die zich specialiseerde in de zogenaamde populaire roman. De twee volgende misdaadromans Méfiez-vous des blondes (1950) en Massacre en dentelle (1952) werden er eveneens uitgegeven en kort daarna verfilmd door André Hunebelle.

## Eerste successen en ontmoeting met Jean Gabin
Audiard behaalde zijn eerste successen met de bewerking van romans voor het grote scherm: de eerste filmversie (door Jean Boyer, 1951) van het korte verhaal Le Passe-muraille van Marcel Aymé en de verfilming (door André Hunebelle, 1953) van Les Trois Mousquetaires. In 1955 had hij een beslissende ontmoeting met Jean Gabin aan wie hij het scenario van Gas-oil voorstelde. Met hem maakte hij daarna achttien films, en met Gilles Grangier - de regisseur van Gas-Oil - werkte hij 15 keer samen na die film. In het totaal verleende hij zijn medewerking aan zo'n 120 films. Klassiek geschoolde regisseurs zoals Henri Verneuil, Denys de La Patellière, Georges Lautner en Philippe de Broca koos hij dikwijls zelf om zijn werk te verfilmen.
Audiard was de man die de kunst van het dialoog schrijven beheerste, een groot aantal replieken en oneliners zijn populair gebleven in Frankrijk waaronder de uitspraak Il vaut mieux s'en aller la tête basse que les pieds devant.

## Filmregisseur
In 1966 begon Audiard met de filmregie. Hij draaide films met titels zoals 
- Elle boit pas, elle fume pas, elle drague pas, mais... elle cause !
- Faut pas prendre les enfants du bon Dieu pour des canards sauvages.

Na een achttal films, die als middelmatig beoordeeld werden, hield hij het voor gezien en keerde terug naar zijn schrijverschap.

## La bande à Audiard
Er bestond een heuse 'bande à Audiard' : hij omringde zich graag met acteurs als Jean Gabin, Lino Ventura, Bernard Blier, Francis Blanche, Jean Carmet. Ook andere acteurs zoals Jean-Paul Belmondo en Michel Serrault speelden een rol in zijn leven en werk. Voor de meeste films van Belmondo's heel succesrijke periode 1977-1984 verzorgde hij de dialogen. 

## Privéleven
In 1975 overleed zijn oudste zoon François in een verkeersongeval. Hij verwerkte deze gebeurtenis in zijn laatste boek: La nuit, le jour et toutes les autres nuits (1978). Zijn jongste zoon is filmregisseur Jacques Audiard (1952).
Michel Audiard overleed in 1985 op 65-jarige leeftijd als gevolg van kanker.
- Bibsys: 5099893
- Biblioteca Nacional de España: XX1183570
- Bibliothèque nationale de France: cb11889467w (data)
- Catàleg d'autoritats de noms i títols de Catalunya: 981058612542406706
- CiNii: DA16118371
- Gemeinsame Normdatei: 122466330
- International Standard Name Identifier: 0000 0001 2130 8950
- Library of Congress Control Number: n50058082
- MusicBrainz: ab590a8b-6d53-46b3-b976-cc4e4ac7ee84
- Nationale Bibliotheek van Tsjechië: xx0209660
- Nationale bibliotheek van Australië: 35010120
- Nationale Bibliotheek van Polen: a0000001829842
- Nederlandse Thesaurus van Auteursnamen: 071737928
- Réseau des bibliothèques de Suisse occidentale: 02-A002951182
- SNAC: w6cn7b2g
- Système universitaire de documentation: 026695510
- Trove: 788707
- Virtual International Authority File: 46756671
- WorldCat: E39PBJmdpqb9K3KjP3jq9xtkDq

1. ↑  Gemeinsame Normdatei; geraadpleegd op: 10 december 2014.
2. ↑  matchID; geraadpleegd op: 22 september 2023; Fichier des personnes décédées-identificatiecode: ic7RVhAW7Nf6.
3. ↑  matchID; geraadpleegd op: 15 augustus 2023; Fichier des personnes décédées-identificatiecode: ic7RVhAW7Nf6.